# Antonio Palomba
Antonio Palomba (Naples, 20 décembre 1705 - Naples, 1769) est un librettiste italien.

## Biographie
On connaît peu de choses de sa vie. Il a été actif comme poète et notaire principalement dans sa ville natale, à Florence et à Bologne. En 1749, il était claveciniste au Teatro della Pace à Naples. Il est mort en 1769 à cause d'une épidémie.
Librettiste fécond et d'une veine facile, il s'est consacré exclusivement au théâtre musical comique et ses livrets, certains en napolitain, ont été mis en musique par les grands compositeurs de l'école napolitaine de musique.
Son neveu était le librettiste Giuseppe Palomba.

## Livrets
- La maestra
- La donna di tutti i caratteri
- La Gismonda
- La Matilde
- La donna vana
- L'Origille
- Lo chiacchiarone
- Il gioco de' matti
- La scaltra letterata
- L'Olindo
- Le gare generose
- Lo sposo di tre e marito di nessuna
- La scuola moderna o sia la maestra di buon gusto
- La mogliere traduta
- L'Orazio
- Il finto turco
- Il finto pastorello
- Il chimico
- L'amante tradito
- Le donne dispettose
- La celia
- La serva bacchettona
- Il ciarlone
- La Rosmonda
- La moglie gelosa
- L'Elisa
- Il Marchese Sgrana
- Il cavalier parigino
- L'errore amoroso
- Monsieur Petitone
- La Faustina
- L'amore ingegnoso
- L'amore in maschera
- La schiava amante
- La villana nobile
- Li despiette d'ammore
- La commediante
- La Camilla
- La giocatrice bizzarra
- Don Saverio
- I travestimenti amorosi
- La Violante
- La Clemenza di Tito
- Il Demetrio